# Livia Ana Tătaru
Dr. Livia Ana Tătar, cunoscută ca Ana Tătaru (n. 15 iulie 1927 – d. 10 iunie 2018) a fost un profesor și om de știință specialist în fonetică, fonologie și lexicologie. A avut cetățenie română și germană.

## Copilărie
Tatăl, Vasile Tătar, a fost preot și deținut politic în timpul regimului comunist. Mama, Iulia Tătar, născută Tanco,  a fost fiică de preot român.
Ana Tătaru a copilărit în Bistrița, unde a frecventat mai mulți ani școala cu limba de predare germană (bacalaureatul la Năsăud).

## Cariera academică
A studiat la universitatea din Cluj filologia cu specialitățile principale româna și engleza. În 1946 s-a înscris la secția română-franceză a facultății de litere a Universității din Cluj. S-a transferat însă la secția română-engleză. În anul IV a fost exmatriculată din cămin din cauza arestării tatălui ca „dușman de clasă”. În 1950 și-a luat  examenul de stat și a fost repartizată la Arad într-o școală mărginașă din cartierul Șega. În perioada 1951-1957 a fost profesoară de română și engleză la secția germană a liceului din Bistrița.
După 1957 a câștigat prin concurs (cu note maxime) un post de cercetător la Institutul de Lingvistică din Cluj. Postul însă a fost repartizat unui tânăr care nu se prezentase la concurs, iar secretarul șef al secției Academiei i-a spus că „Academia nu este o instituție de binefacere pentru fiice de preot!”. A obținut în același an un post de preparator de engleză la universitatea din Cluj, în urma cîștigării unui concurs. Acolo a activat între 1957 și 1970 ca preparator, apoi asistent universitar și lector la catedra de engleză.
În 1970 s-a refugiat în Germania.  "Mi-am început lucrarea de doctorat și am fost trimisă cu 10 dolari în Anglia, dar am ajuns doar până în Germania și am rămas acolo. La Bonn am făcut doctoratul „Probleme de fonetică română și engleză” Pentru cel de-al doilea doctorat, obținut în Germania, a studiat în timpul liber când era salariată la editura medicală Springer-Verlag din Heidelberg. A obținut în 1975 titlul de doctor în filosofie (Doctor philosophiae, Dr. Phil.) al Universității din Bonn și în 1995 titlul de doctor în filologie la Universitatea Babeș-Bolyai din Cluj-Napoca, România. Teza de doctorat admisă la universitatea din Bonn a fost retipărită în 1978 în ediție adăugită. În această formă a fost în continuare discutată, iar rezultatele teoretice ale autoarei au fost confirmate prin măsurători de înaltă precizie făcute de profesorii universitari H. Clegg și W. C. Fails din Utah, SUA. Lucrarea este folosită ca sursă de bază la mai multe universități americane. A fost membru în numeroase asociații științifice internaționale dintre care enumerăm: ISPhS, AILA, GAL, Ph.S. of Japan, Balkanrom, Verb. etc.
A prezentat lucrări științifice la peste 40 de congrese internaționale de profil.
Ana Tătaru a predat timp de 12 ani la Universitatea din Cluj și cinci ani la Universitatea din Mannheim, Germania.
Din 2005 ea a fost cetățean de onoare al orașului Bistrița.

## Publicații
A fost autoare a peste 100 de lucrări științifice și articole politico-sociale. A publicat 18 volume dintre acestea 8 fiind de referință în domeniul foneticii și lexicologiei:
- A contrastive Study of the Pronunciation of Rumanian and English. A general comparison of Their Systems, and a Special Comparison of Their Occlusive Consonants, 1975. 239 p. Teză de doctorat susținută la Universitatea din Bonn. Este primul studiu contrastiv de fonetică și fonologie efectuat pe această temă.
- The Pronunciation of Rumanian and English: Two Basic Contrastive Analyses, Haag-Herchen, Frankfurt/M, 1978. 241 p. ISBN 3-88129-123-7. I. Edition, deosebit de apreciată până în prezent în lume.
- Rumänisch: die Aussprache. Româna: Pronunția. Rumanian Pronunciation, 409 p. Esprint-Verlag, Heidelberg, 1983. Theory and practice in Romanian pronunciation for German Students. ISBN 3-88326-147-5.
- Rumanian Pronouncing Dictionary. Rumänisches Aussprachewörtebuch. Dicționar de pronunțare a limbii române, vol. I (A-L), 448 p. Esprint-Verlag, Heidelberg 1984. ISBN 3-88326-076-2.
- Rumanian Pronouncing Dictionary. Rumänisches Aussprachewörtebuch. Dicționar de pronunțare a limbii române, vol. II (M-Z), 541p. Esprint-Verlag, Heidelberg 1984. ISBN 3-88326-099-1. The first ever written pronouncing dictionary of Romanian. I edition.
- Limba română: Specificul pronunțării în contrast cu germana și engleza, Editura Dacia, Cluj-Napoca (The Romanian language: the specific of Romanian pronunciation by contrast with German and English), 1997. 212 p. ISBN 973-35-0644-3.
- Antologie de texte literare în transcriere fonetică internatională, 67 p. Editura Dacia, Cluj-Napoca, 1997.
- Dicționar de pronunțare a limbii române, Romanian Pronouncing Dictionary. Rumänisches Aussprachewörterbuch, 776 p. Clusium, Cluj-Napoca, Romania, ediția a doua cu o introducere trilingvă (engleză, germană, română) în fonetica și fonologia limbii române. ISBN 973-555-223-X.

Au urmat cinci volume de articole științifice și social politice, intitulate: Prezentă la datorie (1999-2003), Ed. Clusium, Argonaut. A mai publicat patru volume autobiografice intitulate: Oameni și umbre, povești adevărate, sub pseudonimul Ana Spătaru (2005-2006), Ed. Clusium, Cluj-Napoca.